# Vulcana-Pandele
Vulcana-Pandele é uma comuna romena localizada no distrito de Dâmboviţa, na região de Muntênia. A comuna possui uma área de 25.08 km² e sua população era de 5028 habitantes segundo o censo de 2004.